# Sam Jury
Sam Jury (* ?) je britská vizuální umělkyně a fotografka působící v Cambridge ve Velké Británii.

## Životopis
Jury je známá především svou prací v oblasti fotografie, pohyblivého obrazu a instalace. Její práce jsou zahrnuty ve sbírkách Národní galerie ve Washingtonu, Irském muzeu moderního umění (Irish Museum of Modern Art) a Broad / MSU Museum of Art. Její práce se často zabývá představami o traumatu a jeho převyprávění prostřednictvím sdílených narativů. Výzkum v této oblasti byl v roce 2022 oceněn grantem Arts Humanities Research Council.